# Paleisstraat (Amsterdam)

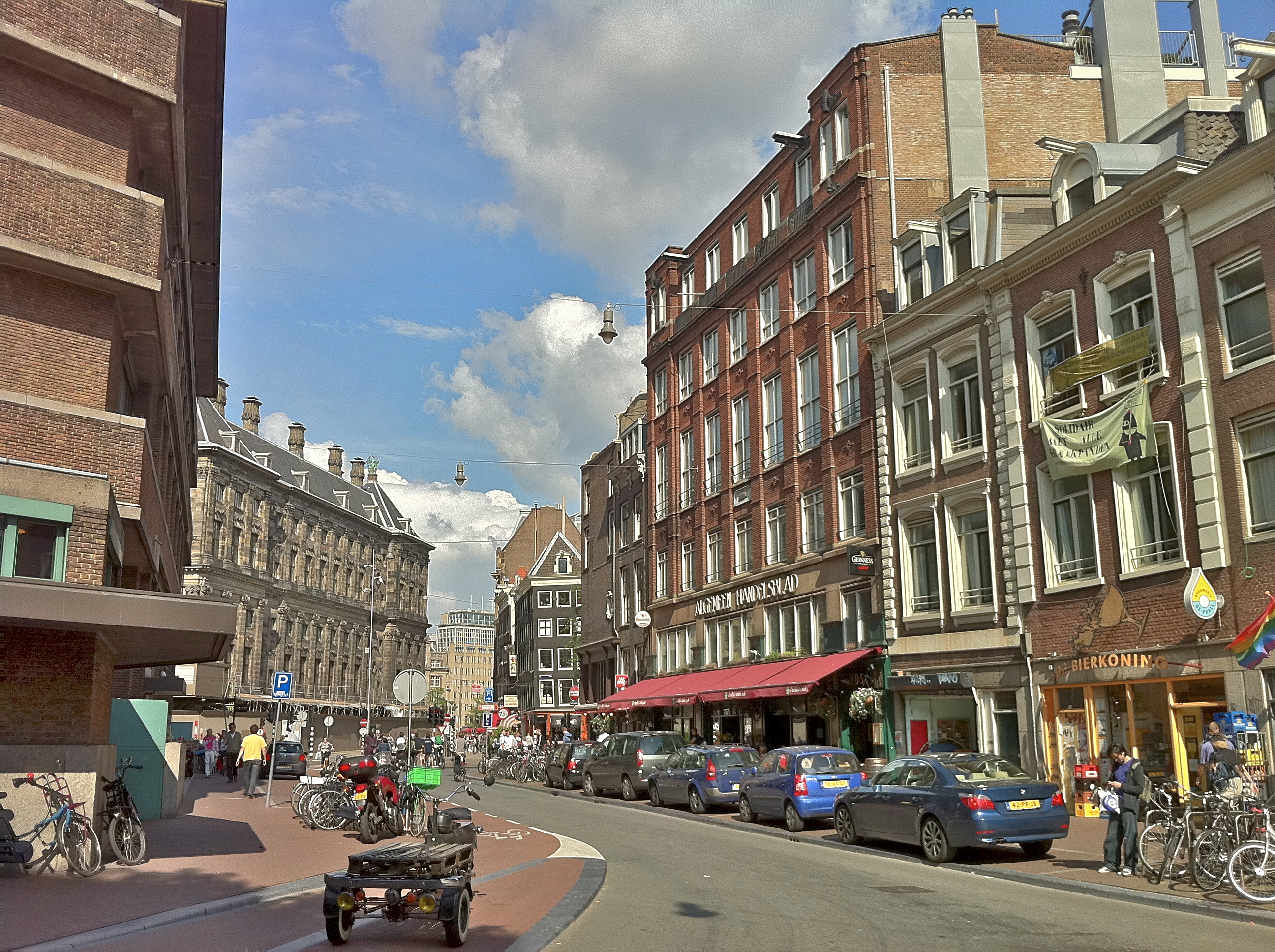
Blik in de Paleisstraat richting het Paleis op de Dam en de Dam.

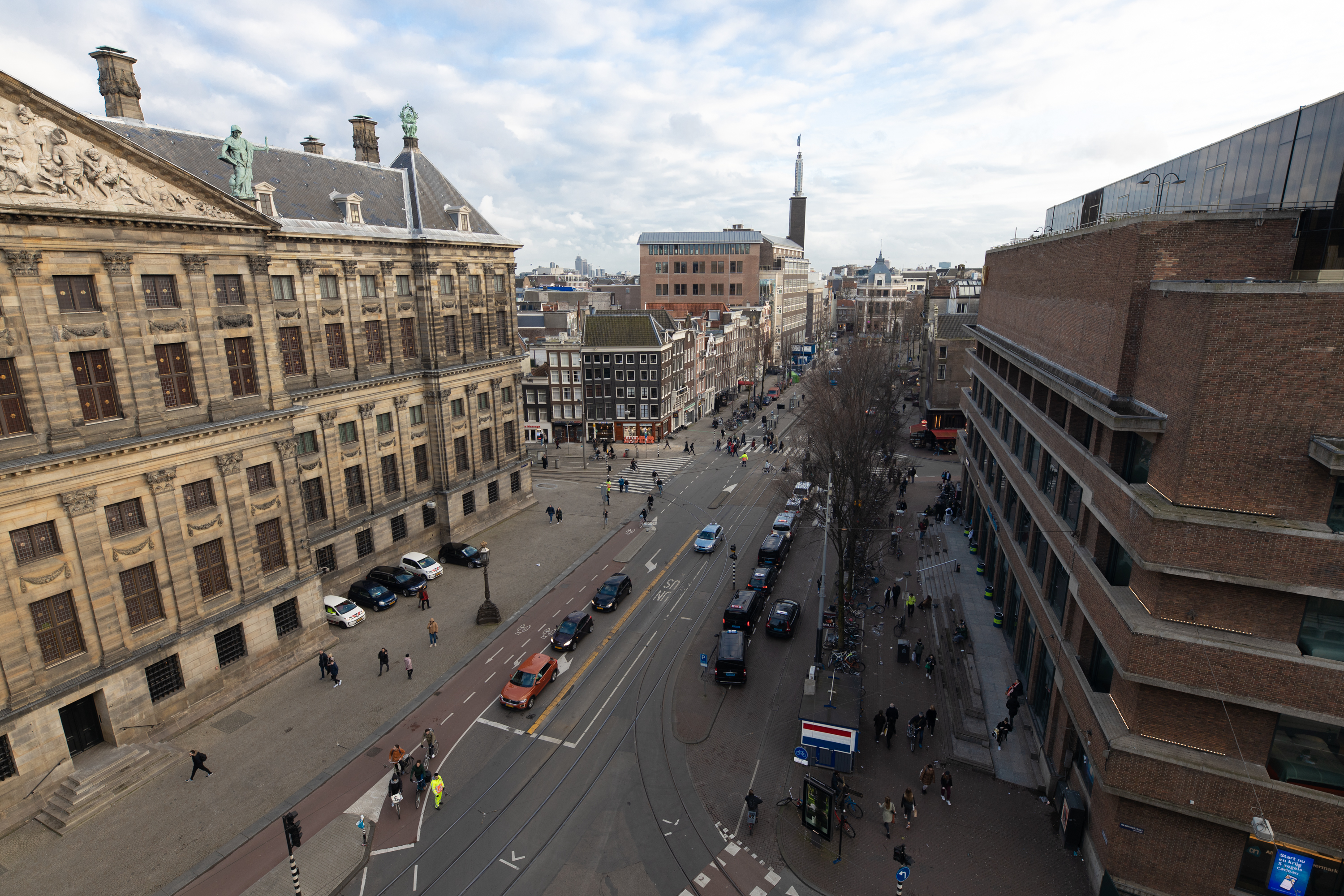
Kruising met de Nieuwezijds Voorburgwal.

De Paleisstraat is een korte straat in het centrum van Amsterdam. De straat loopt van west naar oost en begint bij het Singel. Daarna kruist de straat de Spuistraat, de Nieuwezijds Voorburgwal en de Kalverstraat. De straat komt daarna in het oosten uit op de Dam.
Een markant gebouw aan de straat is het Paleis op de Dam dat met de rechterzijde aan de straat grenst maar daar geen ingang heeft. De paleisstraat loopt langs de zuidzijde van het Paleis langs. Aan de noordzijde van het paleis loopt de Mozes en Aäronstraat. En ander markant gebouw aan de straat is het voormalige PTT telecommunicatiegebouw waarin tegenwoordig onder meer een vestiging van Albert Heijn is gevestigd. Van 1989-2017 was de lhbt-boekhandel Vrolijk in de Paleisstraat gevestigd.
Tramlijn 14 reed van 1915-1942 en van 1982-2018 in één richting aan de linkerzijde vlak langs het paleis door de straat richting Rokin. Voor het autoverkeer was de rijrichting oorspronkelijk echter omgekeerd.
De straat is bij een raadsbesluit van 29 maart 1875 vernoemd naar het in 1648 gebouwde Amsterdamse stadhuis dat in 1808 een bestemming kreeg als koninklijk paleis. Voor 1875 heette een deel van de straat Gasthuisstraat naar het oudste gasthuis van de stad uit de veertiende eeuw. Een ander deel van de straat heette tot die tijd Korte Gasthuismolensteeg.